# Пятнистый тунец
Пятнистый тунец или малый западный тунец, или малый тунец, или малый атлантический тунец (лат. Euthynnus alletteratus) — вид лучепёрых рыб рода малых тунцов семейства скумбриевых. Входят в трибу Thunnini. Максимальная зарегистрированная длина 122 см. Обитают в прибрежных тропических водах Атлантического океана между 56° с. ш. и 30° ю. ш. и между 92° з. д. и 42° в. д. Это самые распространённые в Атлантике тунцы. Они включены в список далеко мигрирующих видов Конвенции ООН по морскому праву. Внешне похожи на атлантических пеламид, полосатых тунцов и некоторых скумбрий. Легко отличимы от прочих тунцов по наличию тёмных пятен между грудными и брюшными плавниками и червеобразным отметинам на спине. Встречаются на глубине до 150 м. Питаются планктоном, головоногими и мелкими рыбами. Ценная промысловая рыба, мясо употребляют в консервированном, вяленом и копчёном виде. Ценится рыболовами-любителями.

## Ареал
Эти пелагические и неретические рыбы широко распространены в умеренных, субтропических и тропических водах Атлантического океана, включая Средиземное и Чёрное море. В восточной Атлантике их ареал простирается от пролива Скагеррак до ЮАР. Они редко попадаются у северного побережья Пиренейского полуострова и далее юга Бразилии. У Атлантического побережья США они распространены от Массачусетса до Флориды. а также в Мексиканском заливе. По сравнению с прочими тунцами пятнистые тунцы держатся ближе к берегу. Они заходят в узкие морские заливы, концентрируются у мысов, пристаней и банок. Во всех этих местах наблюдаются скопления кормовой рыбы, например, менхэдена и сардин, которые служат добычей тунцам. Взрослые полосатые тунцы редко заходят в солоноватые воды, однако в эстуариях рек в Южной Африке попадается молодь этого вида. Эти рыбы предпочитают температуру воды 24—30 °C. Это не столь кочевой вид по сравнению с прочими видами тунцов.

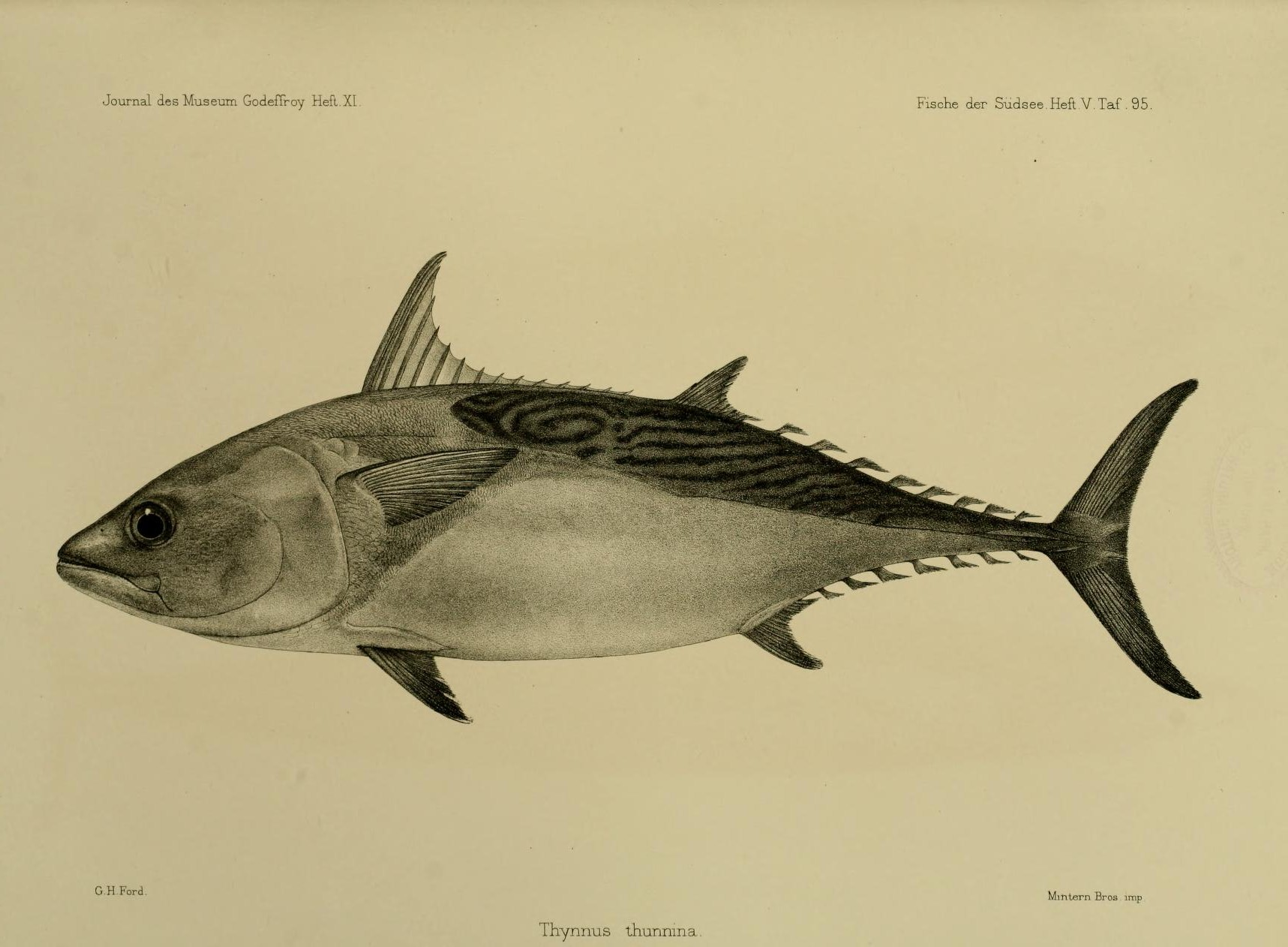
Гравюра с изображением пятнистого тунца

## Описание
Максимальная длина составляет 122 см. Максимальная зарегистрированная масса 16,5 кг. У пятнистых тунцов веретеновидное плотное тело, округлое в поперечнике. Зубы мелкие, конические, выстроены в один ряд. На первой жаберной дуге 37—45 тычинок. Имеется 2 спинных плавника. В первом спинном плавнике 10—15 лучей. Промежуток между спинными плавниками небольшой, не превышает длину глаза. Передние лучи первого спинного плавника существенно длиннее центральных и задних, что придаёт плавнику вогнутую форму. Второй спинной плавник намного ниже первого. Позади второго спинного плавника пролегает ряд из 8 мелких плавничков. Грудные плавники короткие, образованы 25—29 лучами. Они не достигают воображаемой линии, проведённой через начало промежутка между спинным плавниками. Между брюшными плавниками расположен невысокий раздвоенный выступ. В анальном плавнике 11—15 мягких лучей. Позади анального плавника имеется ряд из 7 мелких плавничков. По обе стороны хвостового стебля пролегает длинный медиальный киль и 2 небольших киля по бокам от него ближе к хвостовому плавнику. Количество позвонков 39. За исключением панциря в передней части тела и боковой линии кожа голая. Плавательный пузырь отсутствует. Спина синевато-чёрная с многочисленными тёмными косыми и прерывистыми полосами. Брюхо серебристо-белое. Между грудными и брюшными плавниками 3—7 тёмных пятен, похожих на отпечатки пальцев.

## Биология
Пятнистые тунцы — типичные стайные рыбы. Они формируют косяки с рыбами соответствующих размеров. 
Охотятся на стайных пелагических рыб, таких как сельдевые, а также кальмаров, ракообразных и оболочников. В свою очередь пятнистые тунцы становятся добычей крупных тунцов, марлинов и акул. Эти рыбы ввиду своей многочисленности и широкого распространения являются важным компонентом трофической цепи. На пятнистых тунцах паразитируют веслоногие рачки Caligus bonito, Caligus coryphaenae, , Pseudocycnoides appendiculatus и Caligus productus, а также моногенеи, дигенетические сосальщики, цестоды и равноногие.

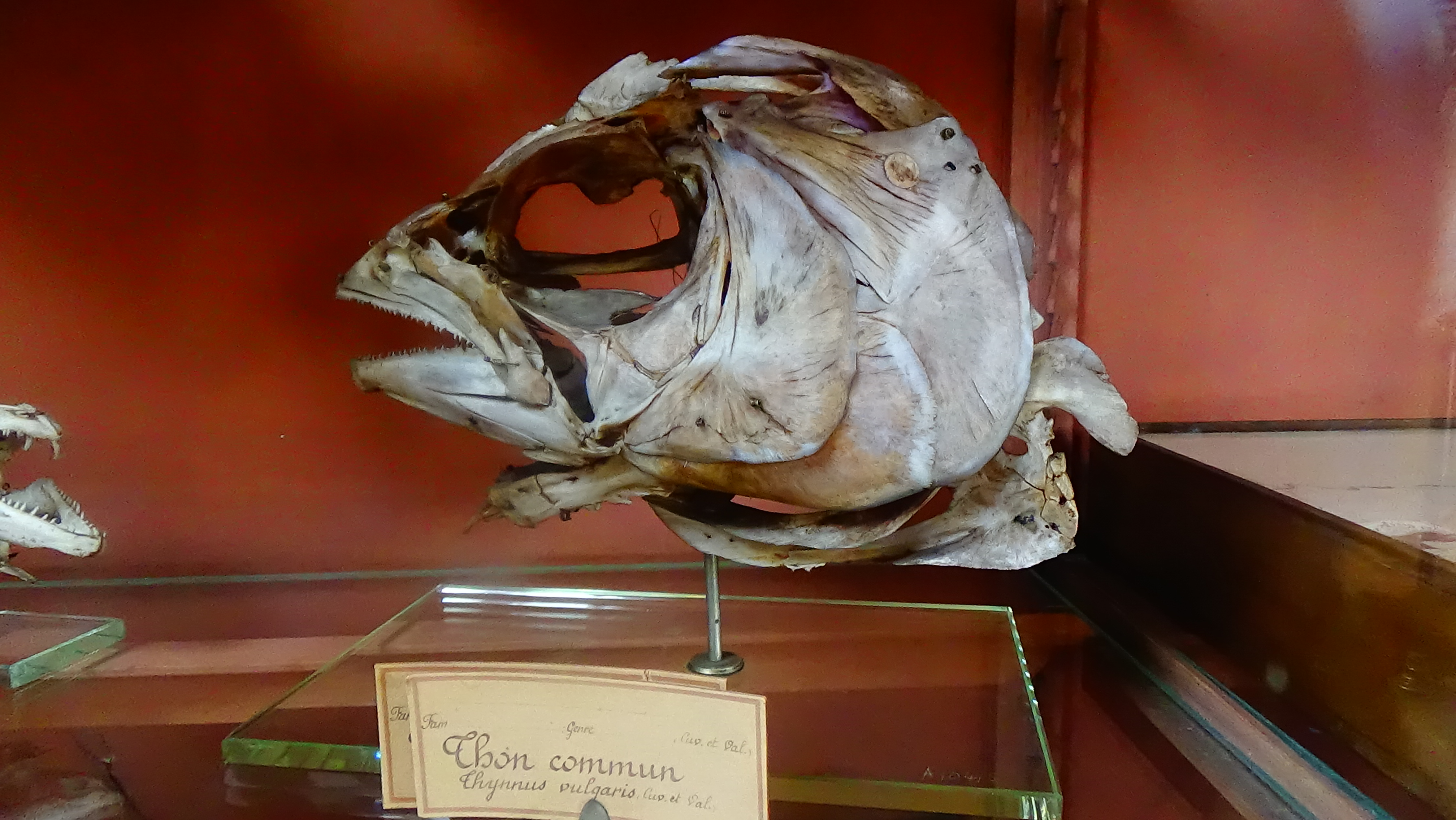
Череп пятнистого тунца

#### Размножение и жизненный цикл
Размножаются икрометанием. Нерест начинается, когда вода прогревается минимум до 25 °C. В Атлантике сезон размножения длится с апреля по ноябрь, в Средиземном море с мая по сентябрь, пик интенсивности приходится на июль-август. Тунцы мечут икру порциями вдали от берега на глубине 30—40 м. Плодовитость варьируется от 70 тыс. до 2,2 млн икринок за нерестовый сезон. Оплодотворение происходит в толще воды. Икра пелагическая, прозрачная, сферической формы обладает положительной плавучестью, которую обеспечивает жировая капля. Диаметр икринок 0,8—1,1 мм, цвет светло-янтарный. Примерно через 24 часа после оплодотворения вылупляются личинки длиной около 3 мм. Спустя 48 часов глаза обретают пигментацию. При достижении длины 3,7—14 мм развиваются зубы, голова укрупняется, рыло вытягивается и появляются плавники. Личинки длиной 14—174 мм становятся похожи на взрослых рыб с удлинённым веретенообразным телом. Половая зрелость наступает в возрасте 3 лет при достижении длины около 38 см. Среди молоди соотношение полов равно, а среди взрослых рыб преобладают самцы. Продолжительность жизни оценивается в 8—10 лет. Длительность поколения около 4 лет.

## Взаимодействие с человеком
Является объектом коммерческого промысла. В промышленных масштабах 99 % пятнистых тунцов промышляют с помощью кошельковых неводов. Эти рыбы служат сырьём для производства консервов, также мясо поступает на рынок в свежем, солёном, замороженном и копчёном виде. У них более тёмное по сравнению с прочими тунцами мясо, обладающее сильно выраженным вкусом. Есть данные о заболевании сигуатерой при его употреблении. Международный союз охраны природы оценил охранный статус вида как «Вызывающий наименьшие опасения». Малые тунцы, к которым относится пятнистый тунец, включены в список далеко мигрирующих видов Конвенции ООН по морскому праву.